# 中原航空
中原航空（ちゅうげん-こうくう）は中華人民共和国で1986年から2000年までかつて運航されていた航空会社。現在は中国南方航空河南分公司となっている。

## コードデーター
- IATA航空会社コード：Z2
- ICAO航空会社コード：CYN
- コールサイン：Zhongyuan Air

　このコードは現在使われていない。

## 概要
- 1986年5月15日　河南省の地方航空会社として成立する。主に省内の客貨運輸を扱う。ハブ空港は鄭州東郊空港。
- その後、鄭州から北京、上海、広州、アモイなど30余路線に拡大する。
- 1997年8月28日　鄭州新鄭国際空港が開港、ハブ空港も同空港に移る。
- 2000年8月4日　中華人民共和国国内の改革により、中国南方航空へ併合される。
- 現在は中国南方航空河南分公司となっている。